# 熊本県立劇場
熊本県立劇場（くまもとけんりつげきじょう）は、熊本県熊本市にある劇場。

## 概要
1983年にオープンした、千数百人規模のホールを2つ備える大型の劇場である。設計者は、指名コンペによって前川國男が選ばれた。コンサートや演劇などの他、小学校・中学校・高等学校・大学などの吹奏楽、合唱のコンクール、音楽会、定期演奏会などの会場としての貸館業務を中心に幅広い用途に用いられている。一方、ポピュラー音楽のコンサートは熊本市民会館で開催される場合が多いため、比較的少ない。
2016年4月に発生した熊本地震では市民会館同様、甚大な被害を受け、長期休館を余儀なくされた。
現在の館長は、熊本市出身の政治学者で、東京大学名誉教授の姜尚中（2016年1月～）が務める。

## 設備
- コンサートホール
  - 定員：1810人（1～3階）内、車椅子席8席
  - 客席面積：1260m2
  - 舞台：間口24m、奥行14m
  - 付属設備：ホワイエ、音楽リハーサル室、第1～6控室
- 演劇ホール
  - 定員：1172人（地階～2階）
  - 客席面積：780m2
  - 舞台：間口14～18m、奥行20.5m
  - 付属設備：ホワイエ、演劇リハーサル室、第1～5楽屋
- 大会議室
- 和室
- 第1～3練習室
- レストラン「七彩」

## 建築概要
- 設計― 前川國男
- 竣工― 1982年
- 敷地面積― 44,896m²
- 建築面積―  9,543m²
- 延床面積― 23,658m²
- 構造― SRC造、S造
- 規模― 地上3階、地下2階
- 受賞―

## アクセス
- 所在地：熊本市中央区大江2丁目7-1
- 桜町BTより熊本都市バス子2・子3・鹿1系統、県立劇場前下車徒歩0分
- JR九州豊肥本線で水前寺駅下車 徒歩10分、又は熊本都市バス鹿1・新1系統、県立劇場前下車徒歩0分
- JR九州鹿児島本線で上熊本駅下車 熊本都市バス子5系統、県立劇場前下車徒歩0分
- JR九州鹿児島本線で熊本駅下車 熊本都市バス 駅3・駅4系統県立劇場前下車徒歩0分
- 熊本市交通局A系統・B系統で味噌天神前停留場下車　徒歩15分

## 沿革
- 1978年（昭和53年）9月 - 県民文化センター建設準備室設置
- 1979年（昭和54年）10月 - 建設基本構想の発表
- 1979年（昭和54年）11月 - 大手7設計事業者による指名コンペ発表
- 1980年（昭和55年）2月 - 指名コンペ入選作発表
- 1981年（昭和56年）1月 - 起工式
- 1982年（昭和57年）10月 - 定礎式
- 1982年（昭和57年）12月 - 落成式
- 1983年（昭和58年）- オープン

### 歴代館長
- 鈴木健二 （1988年 - 1998年） - 当時県知事だった細川護熙の招聘により、NHKアナウンサー（鈴木自身もNHK熊本放送局に勤務していた時期があった）を退職した鈴木を館長として迎え、1988年から1998年まで務めた[4]。
- 姜尚中（2016年1月 - 在任中） - 東京大学名誉教授。熊本市出身の政治学者。